# Colegio Madre Alberta
El colegio Madre Alberta, anteriormente conocido como Real Colegio de La Pureza, es un colegio concertado que pertenece actualmente a la Congregación de Religiosas de Pureza de María y fue fundado en 1809 por el Obispado de Mallorca. Está situado en Palma de Mallorca.

## Historia

### Fundación delReal Colegio de La Pureza
En 1809, el obispo de Mallorca don Bernado Nadal y Crespí funda el Colegio de La Pureza con el objetivo de fomentar el cultivo intelectual de la mujer, su educación moral, cívica y religiosa, ya que la instrucción femenina en Mallorca, en aquella época era prácticamente inexistente. Este se sitúa inicialmente en el Casal Weyler (calle de la Paz).
En 1815 se traslada a la actual ubicación de la Casa Madre de la Pureza de María, en una antigua casa de la familia Desclapers (Can Clapers) especializando en la enseñanza de las labores y bordados. En este las maestras se consagraron a la educación de la juventud femenina con cuerpo y alma con los votos de castidad, pobreza y obediencia.
Durante el mandato del siguiente obispo don Pedro González Vallejo y de las rectoras María Arbona Mir y, su hija, María Ferrer Arbona, se dinamizó el Colegio de La Pureza llegando a su máximo esplendor. Tanto familias nobles como, en menor medida, familias humildes de pueblos de Mallorca, confiaban la educación de sus hijas en el colegio. Tal era la fama del colegio a nivel nacional que en el 1829, el rey de España Fernando VII, le concedió el título de Real.
Además, dieron a la Historia del Arte el cuadro de Rebeca, digno de figurar en los mejores museos europeos.
En el 1851, el obispo Rafael Manso precisó los estatutos del Real Colegio de La Pureza.

### Decadencia
Posteriormente, varios gobiernos menguaron las dotaciones del fundador hasta llegar a suprimirlas, provocando grandes problemas económicos provocando que no se pudiera comprar nuevo material didáctico y muebles para mantener el colegio. Además, las nuevas maestras ya no vivían según los objetivos del Instituto y la disciplina se relajó. Tras estas situaciones, cada vez menos niñas apostaban por el colegio.
El 16 de julio de 1852 el obispo Salvá intentó levantar el colegio dando la dirección a la Congregación de Religiosas del Sagrado Corazón, volviendo a llenarse el colegio de hijas de la nobleza mallorquina pero el 13 de abril de 1854, las religiosas abandonaron la isla. A continuación, el obispo intentó agregar el Colegio al Instituto del Corazón de María y al colegio de Barcelona pero fracasó. También intentó que las Religiosas de Nuestra Señora de Loreto dirigieran el colegio pero estas lo rechazaron.

### Llegada de Alberta Giménez

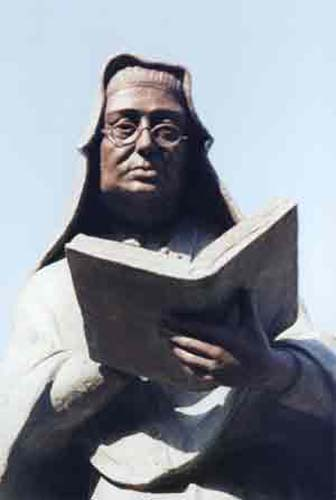
Escultura a Madre Alberta erigida en su ciudad natal: Pollensa (Mallorca)

El 2 de marzo de 1870, el alcalde de Palma, el canónigo don Tomás Rullán y don José Ignacio Moragues, inspector de las escuelas de educación primaria, fueron a visitar a Alberta Giménez con el objetivo de revitalizar el colegio y educar en nombre de la Iglesia.
Alberta era una maestra de reconocido prestigio en la ciudad de Palma, la cual, tras el fallecimiento de su marido y 3 de sus 4 hijos, decidió hacerse religiosa. Por ello, aceptó la oferta presentada, ya que, consideró que era una misión enviada por Dios.
El 23 de abril de 1870, Alberta Giménez llega al Real Colegio de La Pureza, el cual, se encontraba en un estado lamentable de suciedad, con pocos muebles, sin material didáctico y con únicamente 30 pesetas en la caja. A continuación, Alberta se puso a limpiar y a dar clase con toda la ilusión, recuperando en poco tiempo la estabilidad y el prestigio del colegio.
El 1 de mayo del mismo año fue nombrada Rectora y el 28 de septiembre, el obispo Miguel Salvá Munar aprobó las bases redactadas por Alberta y D. Tomás Rullán para el Colegio. 
Tanto se recupera y se levanta la fama del Real Colegio de La Pureza que, las autoridades de Palma le ofrecieron a Alberta dirigir en el colegio la primera Escuela Normal de Maestras de Mallorca, la segunda de España, siendo designada oficialmente en 1872. 
Alberta se encontraba feliz de hacer lo que hacía, pero decía ella, que aún le faltaba algo, que era entregarse de forma definitiva a Dios. Por ello, bajo la autorización del obispo, en 1874 funda la Congregación de Religiosas de la Pureza de María, aprobándose las constituciones  canónicamente el 2 de agosto de 1892. La primera comunidad fue formada por: María Aloy, Catalina Fornés, Magdalena Frau, Dolores Guardiola, Catalina Togores y ella.

### Expansión de la comunidad de religiosas
A continuación, las religiosas empezaron a fundar colegios fuera de Mallorca, ya que, junto al Real Colegio de La Pureza, ya habían fundado otros dos en Manacor e Inca. En 1920, por las bodas de oro de la fundación del colegio, se organizó un gran acto en el que el rey de España Alfonso XII otorgaba la Gran Cruz.
El 21 de diciembre de 1922, Madre Alberta falleció a causa de su avanzada edad y enfermedad. Actualmente, se encuentran sus restos en la capilla de la Casa Madre de La Pureza de María en Palma.
Tras su muerte la Congregación de Religiosas continuó sus huellas con entusiasmo y, a finales de los años cuarenta, ya era pequeño el edificio histórico de la calle Pureza por lo que se edificó un nuevo centro en Vía Alemania, que se llamó Colegio Madre Alberta. Además, en 1948 estas crearon la Escuela Universitaria Alberta Giménez, la cual, desde octubre de 1972, está ubicada al barrio de La Vileta. Esta escuela fue adscrita a la Universidad de las Islas Baleares en 1978, pero actualmente lo está a la Universidad Pontificia de Comillas.
Con el tiempo Colegio Madre Alberta de Vía Alemania también se quedó pequeño, incapaz de acoger al gran número de alumnas que solicitaban matrícula e de dar cabida en sus instalaciones a las exigencias que imponían los nuevos sistemas educativos por lo que en 1965, se adquirió en Son Puigdorfila (a las afueras de la ciudad de Palma) un solar de 48.000 m² donde se construyó el actual centro de Son Rapiña. Este comenzó su actividad escolar el curso 1968-1969.